# Сере (периферийная единица)
Се́ре (греч. Περιφερειακή Ενότητα Σερρών) — одна из периферийных единиц Греции. Является региональным органом местного самоуправления и частью административного деления. По программе Калликратиса с 2011 года входит в периферию Центральную Македонию. Включает в себя бывший Сере. Население 176 430 жителей по переписи 2011 года. Площадь — 3967,744 квадратного километра. Плотность 44,47 человека на квадратный километр. Административный центр — город Сере. Антиперифериарх — Иоанис Моусьядис (Ιωάννης Μωυσιάδης).

## География

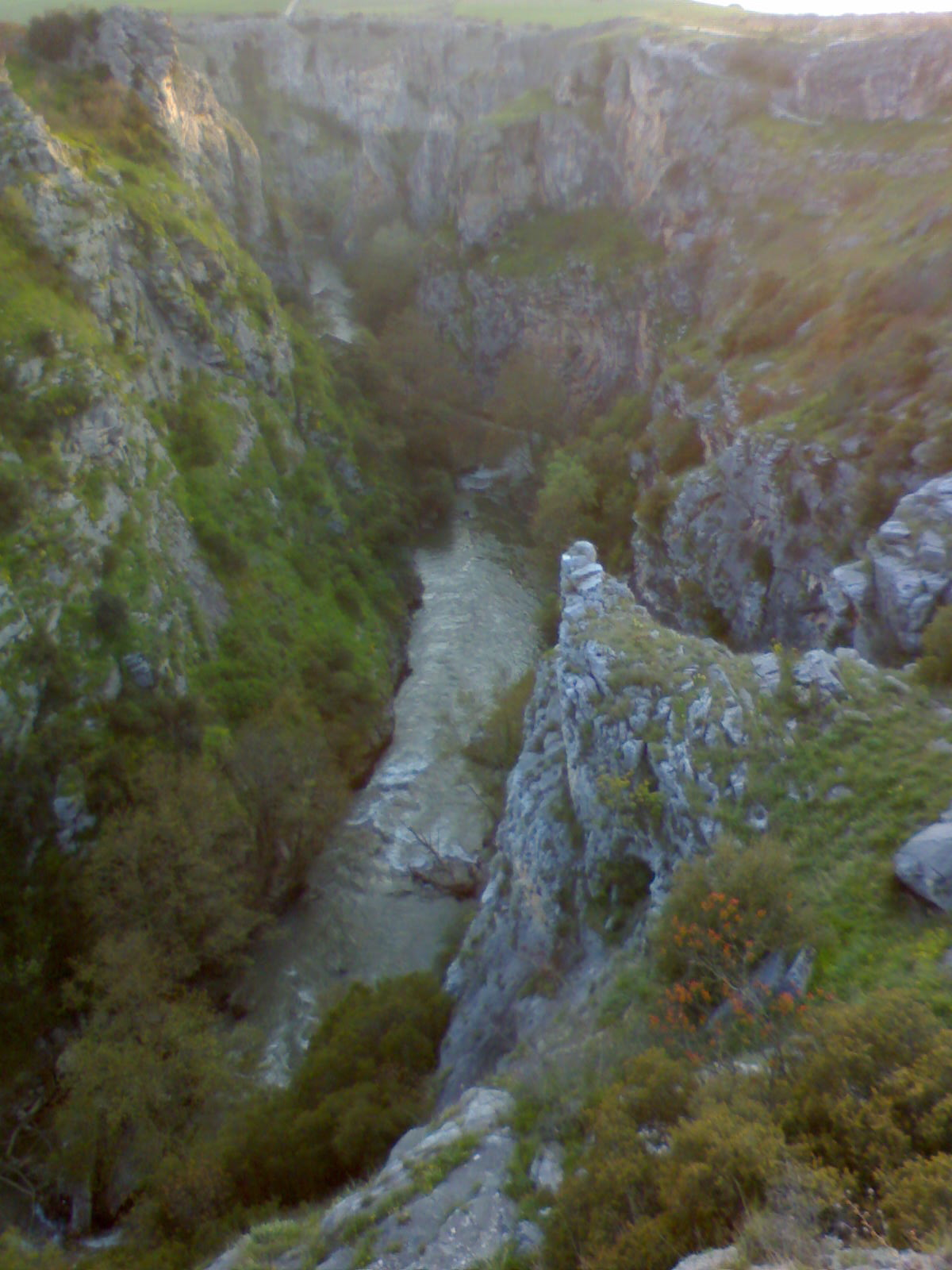
Каньон Ангитис

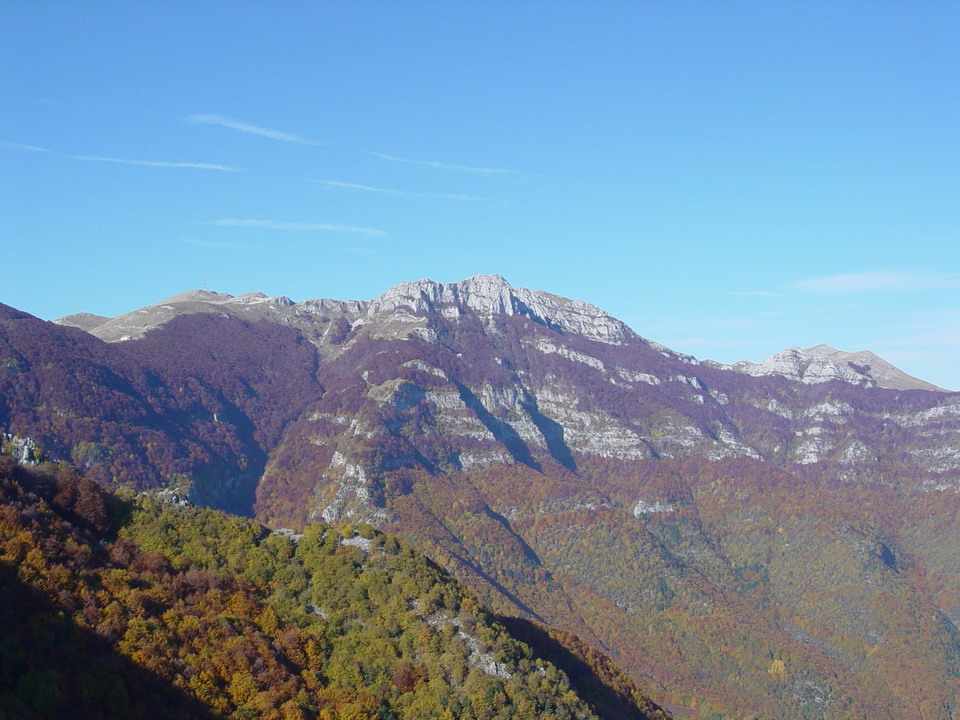
Горы Пангеон

На востоке граничит с периферийными единицами Драма и Кавала, на западе — с периферийными единицами Салоники и Килкис. На севере граничит с Болгарией и Республикой Северной Македонией.
Располагается к югу от гор Беласица и Славянка, к западу от гор Мавровуни, к востоку от гор Врондус, Меникион и Пангеон. Пересекается рекой Стримон, которая берёт начало в Болгарии и впадает в залив Орфанос (Стримоникос). Главным притоком Стримона является Ангитис, которая течёт с востока между гор Меникион и Пангеон, образуя каньон Ангитис, в котором находится крупная пещера Алистрати.

## Административное деление
Периферийная единица Сере по программе Калликратиса с 2010 года включает в себя 7 общин (димов):
| Община        | Площадь, км² | Население (2011), человек | Плотность (2011), чел./км² |
| ------------- | ------------ | ------------------------- | -------------------------- |
| Амфиполис     | 9182         | 411,773                   | 22,30                      |
| Висалтия      | 20,030       | 658,333                   | 30,43                      |
| Ираклия       | 21 145       | 451,499                   | 46,83                      |
| Неа-Зихни     | 12 397       | 404,307                   | 30,66                      |
| Сере          | 76 817       | 600,479                   | 127,93                     |
| Синдики       | 22 195       | 1103,431                  | 20,11                      |
| Эмануил-Папас | 14 664       | 337,922                   | 43,39                      |

## Население
| Год  | Население, человек | Население, человек        |
| Год  | Ном Сере           | Периферийная единица Сере |
| ---- | ------------------ | ------------------------- |
| 1991 | 185 824            |                           |
| 2001 | 194 483            |                           |
| 2011 |                    | ↘ 176 430                 |

## Достопримечательности
- Амфиполис
- Монастырь Святого Иоанна Крестителя, монастырь Икосифиниссис
- Город Сере